# Terremoto de San Estanislao de 1822
El terremoto de San Estanislao fue un movimiento sísmico que ocurrió en la madrugada del 7 de mayo de 1822, con epicentro en el litoral del mar Caribe en Costa Rica, producto de la convergencia de las placas de Cocos y del Caribe. La magnitud del terremoto se situó entre 7,5 y 7,6 en la escala sismológica de magnitud de momento. El terremoto fue sentido en el centro y costa Caribe de Costa Rica (con daños significativos en el Valle Central), el oeste del departamento del Istmo (hoy Panamá) y la costa Caribe de Nicaragua.
Los efectos del terremoto incluyeron licuefacción del suelo en Matina, tsunami en Matina y Santa Fe de Veragua, y daños estructurales en Cartago y San José. Hubo una cantidad no precisada de víctimas, entre muertos y heridos en el valle central costarricense.
El terremoto dejó un efecto político inmediato, ya que en ese momento estuvo por desencadenarse una revuelta civil entre habitantes de Cartago (que apoyaban la adhesión al Imperio Mexicano) y de San José (que apoyaban una república independiente). Tras el terremoto ambas ciudades, sobre todo Cartago, juraron mediante voto solemne deponer cualquier resentimiento con el fin de ayudar al país. No obstante, el fin de la disputa se daría definitivamente en la batalla de Ochomogo, el 5 de abril de 1823.
En Cartago, los daños fueron cuantiosos, en donde el ayuntamiento de la ciudad ordenó la demolición del edificio del cabildo, luego de las tapias y casas afectadas del pueblo, el cuartel, la parroquia, la iglesia y el convento de San Francisco, así como el hospital San Juan de Dios. Posteriormente, se ordenó la reconstrucción total de la ciudad con la ayuda de sus pobladores, cambiando su fisonomía colonial por una más republicana. Los efectos del terremoto perduraron hasta 1829, donde aún se seguía requiriendo ayuda para reconstruir.